# Joseph Bossi
Joseph Giuseppe Bossi (ur. 27 sierpnia 1911, zm. ?) – szwajcarski piłkarz, reprezentant kraju.

## Kariera klubowa
Bossi przygodę z futbolem rozpoczął w 1933 w FC Lausanne-Sport. Po roku gry w tym klubie odszedł do zespołu ze stolicy Szwajcarii, FC Bern. W drużynie tej spędził 1,5 roku. W styczniu 1936 opuścił kraj i wyjechał do Francji. Dostał propozycję gry w klubie CA Paris-Charenton, którą przyjął. W klubie występował przez rok, w 17 spotkaniach strzelił 9 bramek.
Po opuszczeniu Paryża nastąpiła dwuletnia przerwa w karierze Bossiego, którą wznowił w 1939 w FC La Chaux-de-Fonds.
Bossi dołączył do zespołu FC Basel w sezonie 1940/41, kiedy to trener zespołu był Eugen Rupf. Bossi zadebiutował w lidze krajowej w barwach Basel w meczu wyjazdowym w dniu 8 września 1940, kiedy Bazylea wygrała 3:1 z FC Fribourg. Swojego pierwszego gola dla klubu strzelił 27 października w meczu u siebie w Landhof, gdy Bazylea wygrała 4:3 z lokalnymi rywalami BSC Old Boys. Bossi strzelił swojego pierwszego ligowego gola dla swojego klubu 22 grudnia, kiedy Bazylea wygrała 2:1 z FC Fribourg. Bossi zagrał w 13 z 14 meczów ligowych klubu, a Bazylea wygrała grupę 1. Ligi i awansowała do finału. Jednak w barażach o awans Basel została pokonana przez Cantonal Neuchâtel.
W pierwszej połowie sezonu 1941/42 Bossi regularnie wychodził na spotkania w pierwszym składzie. Bazylea zakończyła sezon jako zwycięzcy grupy, odnieśli 18 zwycięstw i 3 remisy w 22 meczach, notując tylko jedną porażkę. Baraże o awans toczyły się wtedy przeciwko zwycięzcy grupy zachodniej FC Bern. Pierwszy mecz zakończył się wyjazdowym bezbramkowym remisem. Basel wygrało drugi mecz u siebie 3-1. Po tym meczu i osiągnięciu awansu, Bossi zakończył karierę piłkarską.

## Kariera reprezentacyjna
Bossi po raz pierwszy w kadrze zagrał 3 grudnia 1933 w spotkaniu przeciwko Włochom, przegranym 2:5. Bossi w tamtym spotkaniu strzelił swoją debiutancką bramkę dla Szwajcarii.
W 1934 Heini Müller, ówczesny selekcjoner reprezentacji Szwajcarii powołał Bossiego na Mistrzostwa Świata. Na tym turnieju wystąpił w spotkaniu pierwszej rundy przeciwko reprezentacji Holandii wygranym 3:2 przez ekipę Helwetów. Razem z ekipą osiągnął na włoskim turnieju ćwierćfinał. Mecz z Holandią był ostatnim w karierze reprezentacyjnej Bossiego. Łącznie przez 2 lata wystąpił w 4 spotkaniach w barwach Helwetów, w których strzelił 2 bramki.
| Mecze i gole w reprezentacji | Mecze i gole w reprezentacji | Mecze i gole w reprezentacji | Mecze i gole w reprezentacji | Mecze i gole w reprezentacji | Mecze i gole w reprezentacji | Mecze i gole w reprezentacji |
| #                            | Data                         | Miasto                       | Przeciwnik                   | Gol                          | Wynik                        | Rozgrywki                    |
| ---------------------------- | ---------------------------- | ---------------------------- | ---------------------------- | ---------------------------- | ---------------------------- | ---------------------------- |
| 1.                           | 03.12.1933                   | Florencja                    | Włochy                       | Gol                          | 2:5                          | Puchar Europy Centralnej     |
| 2.                           | 11.03.1934                   | Paryż                        | Francja                      |                              | 1:0                          | towarzyski                   |
| 3.                           | 25.03.1934                   | Genewa                       | Austria                      | Gol                          | 2:3                          | Puchar Europy Centralnej     |
| 4.                           | 27.05.1934                   | Mediolan                     | Holandia                     |                              | 3:2                          | MŚ 1934                      |

## Sukcesy
FC Basel
- Finał Pucharu Szwajcarii (1): 1941/42